# Nagrada Viljema Puticka
Nagrado Viljema Puticka podeljuje Društvo za raziskovanje jam Ljubljana za najboljši jamarski raziskovalni dosežek leta. Za dosežek šteje pomembno raziskovanje nove jame ali pomembno odkritje novih delov že znane jame, ki ima vhod na ozemlju Republike Slovenije. Namen nagrade je zbrati in izpostaviti pomembne dosežke jamarskega raziskovanja in vzpodbuditi jamarje k ustreznemu dokumentiranju odkritij.

## Nagrajenci
Nagrajenci po letih:
- 2005: Društvo za raziskovanje jam Ljubljana za odkritje kaninskega vodnega kolektorja v Renetovem breznu.[3]
- 2006: Jamarski klub Danilo Remškar iz Ajdovščine za nova odkritja v jami Bela griža 1.[4]
- 2007: Jamarski klub Danilo Remškar iz Ajdovščine za dosežke v jami Dol Ledenica.[5]
- 2008: Jamarski klub Novo mesto za dosežke v jami Čaganka.[6]
- 2009: skupina prijaviteljev pod okriljem Društva za raziskovanje jam Luka Čeč iz Postojne za odkritje povezave Jame pod Predjamskim gradom z Bojanovo jamo. Podaljšana Predjama je bila tako po dolžini rovov ponovno na drugem mestu v Sloveniji.[7]
- 2010: Jamarska sekcija Planinskega društva Tolmin skupaj s člani Imperial College Caving Club za raziskave z naslovom Vodna sled v jami Vrtnarija na Tolminskem Migovcu.[8]
- 2011: Društvo ljubiteljev Križne jame za raziskave jame Obrh-Čolniči.[8]
- 2012: Jamarska sekcija Planinskega društva Tolmin in jamarji iz Imperial College Caving Club za skupno raziskovalno delo v sistemu Vrtnarija na Tolminskem Migovcu.[8]
- 2013: Jamarsko društvo Logatec, ki je ob pomoči drugih jamarskih društev raziskalo preko 2,5 km rovov na dnu Velike ledene jame v Paradani in doseglo sifon na globini 858 m.[8]
- 2014: Jamarsko društvo Gorenja vas za odkritje in raziskave novega skozenjca v Prekovi jami, ki tako po dolžini (1020 m) kot tudi po globini (105 m) prekaša najbolj razvpito jamo Žirovskega konca – Jamo pri Sv. Treh Kraljev.[8]
- 2015: Jamarsko društvo Rakek za odkritje 3,5 km novih rovov v Pivka jami in nekaj novih stranskih pritokov, ustavili so se v oddaljenem petem sifonskem jezeru. Z mnogo sodelavci iz drugih društev so dolžino sistema Postojnske jame tako podaljšali na 24.120 m.[8]
- 2016: JSPD Tolmin in ICCC London za odkritje 2 km novih rovov v sistemu Migovec, kar je najdaljšo jamo v Sloveniji podaljšalo na 37,2 km[8]
- 2017: Jamarski klub Danilo Remškar Ajdovščina in Jamarski klub Borovnica v jamah Macola-Jarak-Huevos in Brezno Hudi Vršič. Obe društvi sta jami poglobili preko magičnih 1000 m in vložili v raziskovanje izjemen trud.[8]
- 2018: JSPD Tolmin za cvetober v Sistemu Migovec, ki ga sestavljajo trije podsistemi – Vrtnarija, Migovec in Primadona, in je v letu 2018 znašal 2,6 km. S tem je jama postala dolga 41,8 km.[8]
- 2019: Jamarski klub Borovnica. Že zdavnaj začete raziskave v Rombonskem jamskem sistemu, so leta 2019 v eni izmed jam, Hudem Vršiču, prinesle nekaj manj kot 1.800 m novega poligona.[8]
- 2020: Jamarski klub Rakek. Po skoraj dveh desetletjih je skupina potapljačev nadaljevala raziskave ter z uporabo novih merilnih tehnik dokumentirala jamo v skupni dolžini 2 km. S tem je Suhadolca postala najdaljši sifon v Sloveniji.[8]
- 2021 ni bila podeljena[8]
- 2022: Jamarski klub Borovnica, Jamarsko društvo Danilo Remškar Ajdovščina in DZRJLČ Postojna. V zadnjih treh letih kar sodelujejo pri delu v Predjami, so jamo podaljšali za 5 km, v letu 2022 pa odkrili več kot 800 m novih rovov. Sedaj je dolga preko 19 km.[8]